# 于鵬翰
于鹏翰，字六息，号山白，山東文登人，清朝政治人物、同進士出身。

## 生平
順治十二年（1655年）乙未科進士，历任峽江縣知縣。